# Музей мадам Тюссо
Музей мадам Тюссо (фр. Madame Tussauds) — музей воскових фігур в лондонському районі Мерілебон, який має філії в 15 містах (станом на 2012 рік) Амстердамі, Лас-Вегасі, Копенгагені, Нью-Йорку, Лос-Анджелесі, Гонконзі, Шанхаї, Вашингтоні, Відні та Берліні. Він був заснований скульпторкою Марі Тюссо.

## Історія
Марі Тюссо (1761–1850), до шлюбу Гросгольц (Grosholts), народилася в Страсбурзі, її мати працювала економкою у лікаря Філліпа Кертіса, який займався восковими моделями. Він навчив Марію Тюссо мистецтву воскових фігур. 1765 року вона зробила воскову фігуру Маррі Жанни дю Баррі, коханки Людовика XV.
Перша виставка воскових робіт Філліпа Кертіса відбулася 1770 року та мала великий успіх. 1776 року виставка відбулася в Пале-Рояль у Парижі. Наступна виставка на бульварі дю Тампль в 1782 стала попередником Кабінету жахів.
1777 року Марі Тюссо створила свою першу воскову фігуру (Вольтер), наступними були скульптурні портрети Жана-Жака Руссо та Бенджаміна Франкліна. Під час французької революції вона зробила посмертні маски королівської родини. Після смерті 1794 року Філліпа Кертіса його колекція перейшла до Марії Тюссо.
1802 року Марі Тюссо переїжджає до Лондона. У зв'язку з англо-французькою війною Марі Тюссо і її колекція не змогли повернутися до Франції і вона змушена була подорожувати Великою Британією та Ірландією. 1835 року було засновано першу постійну виставку на Бейкер-стріт в Лондоні.
Однією з центральних залів її музею був  Кабінет жахів . Частина виставки включала жертв французької революції, фігури вбивць та інших злочинців.
З часом колекція поповнилася фігурами інших знаменитих людей, таких як адмірал Нельсон, Вальтер Скотт.
1884 року колекція переїхала на Мерілебон-роуд. А 1925 року чимало фігур загинули внаслідок пожежі. Проте форми не постраждали, і фігури було реконструйовано.

## Філії музею мадам Тюссо

### Північна Америка
- Лос-Анджелес
- Лас-Вегас
- Вашингтон
- Нью-Йорк
- Нешвілл
- Орландо
- Сан-Франциско

### Європа
- Блекпул
- Лондон
- Амстердам
- Берлін
- Відень
- Будапешт
- Стамбул
- Прага

### Азія
2000 року було відкрито філію музею в Гонконзі.
- Бангкок
- Гонконг
- Шанхай
- Пекін
- Чунцін
- Ухань
- Делі
- Сінгапур
- Токіо
- Дубай

### Океанія
- Сідней (відкрито в травні 2012)

## Галерея музею мадам Тюссо в Лондоні

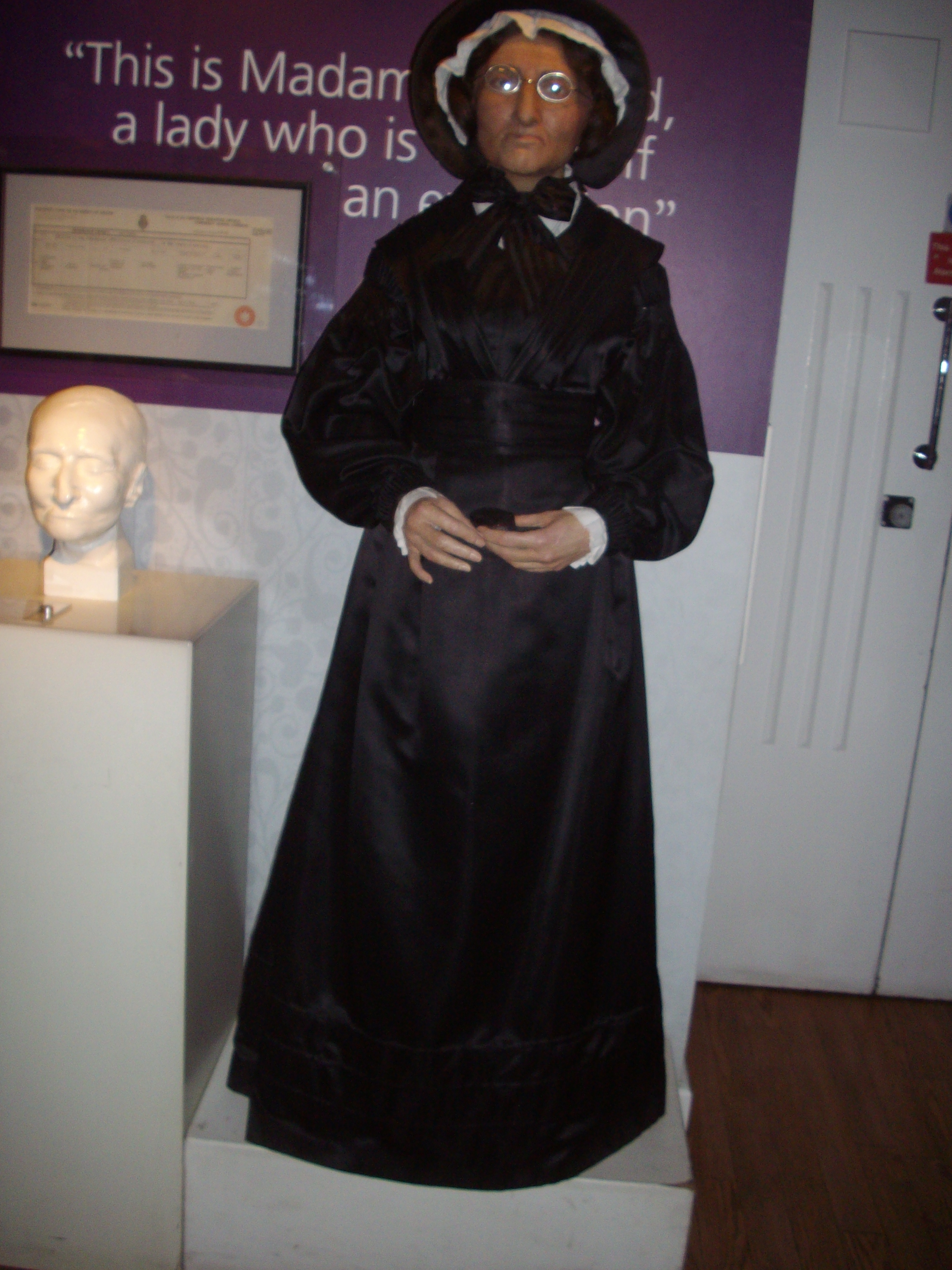
Сама мадам Тюссо
Єлизавета II
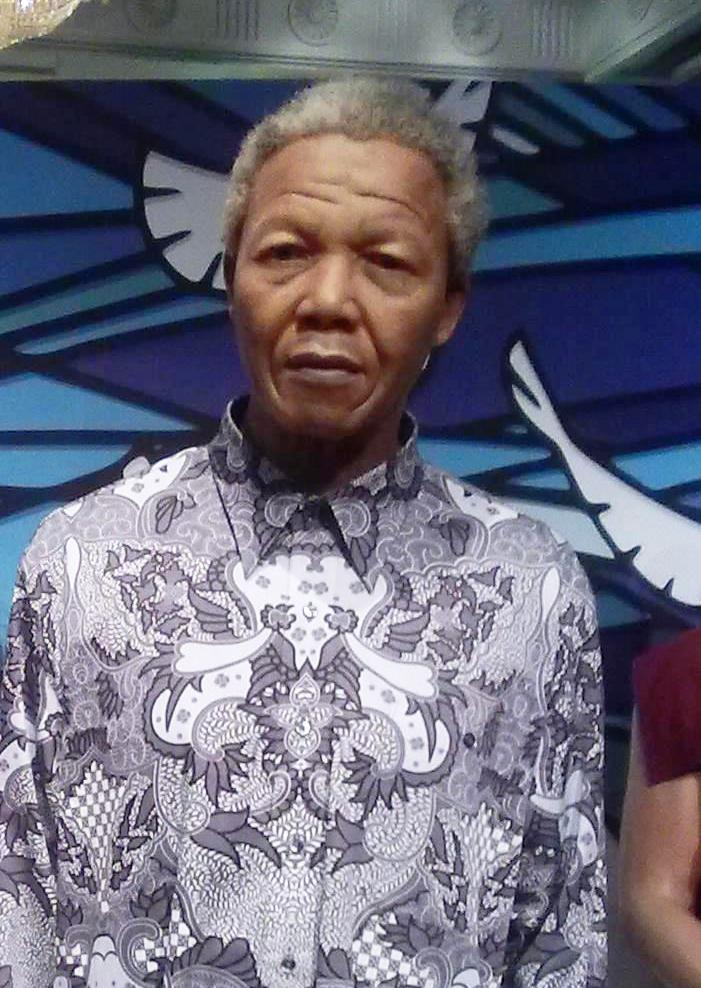
Нельсон Мандела
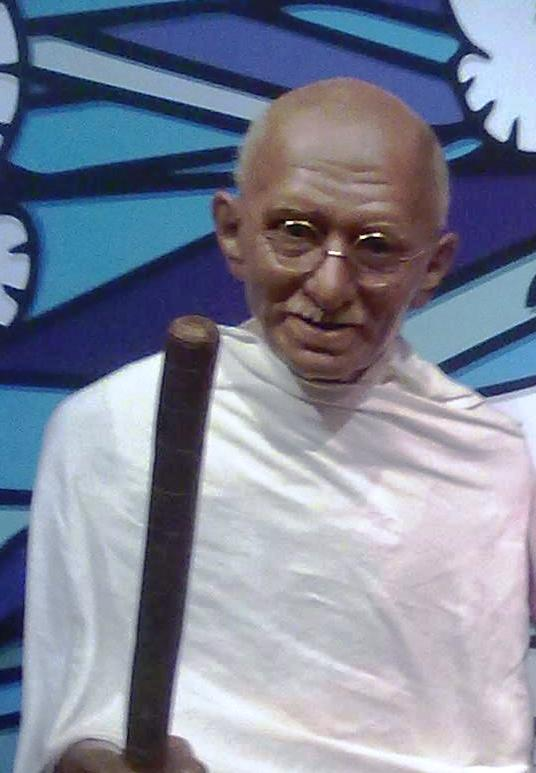
Ганді
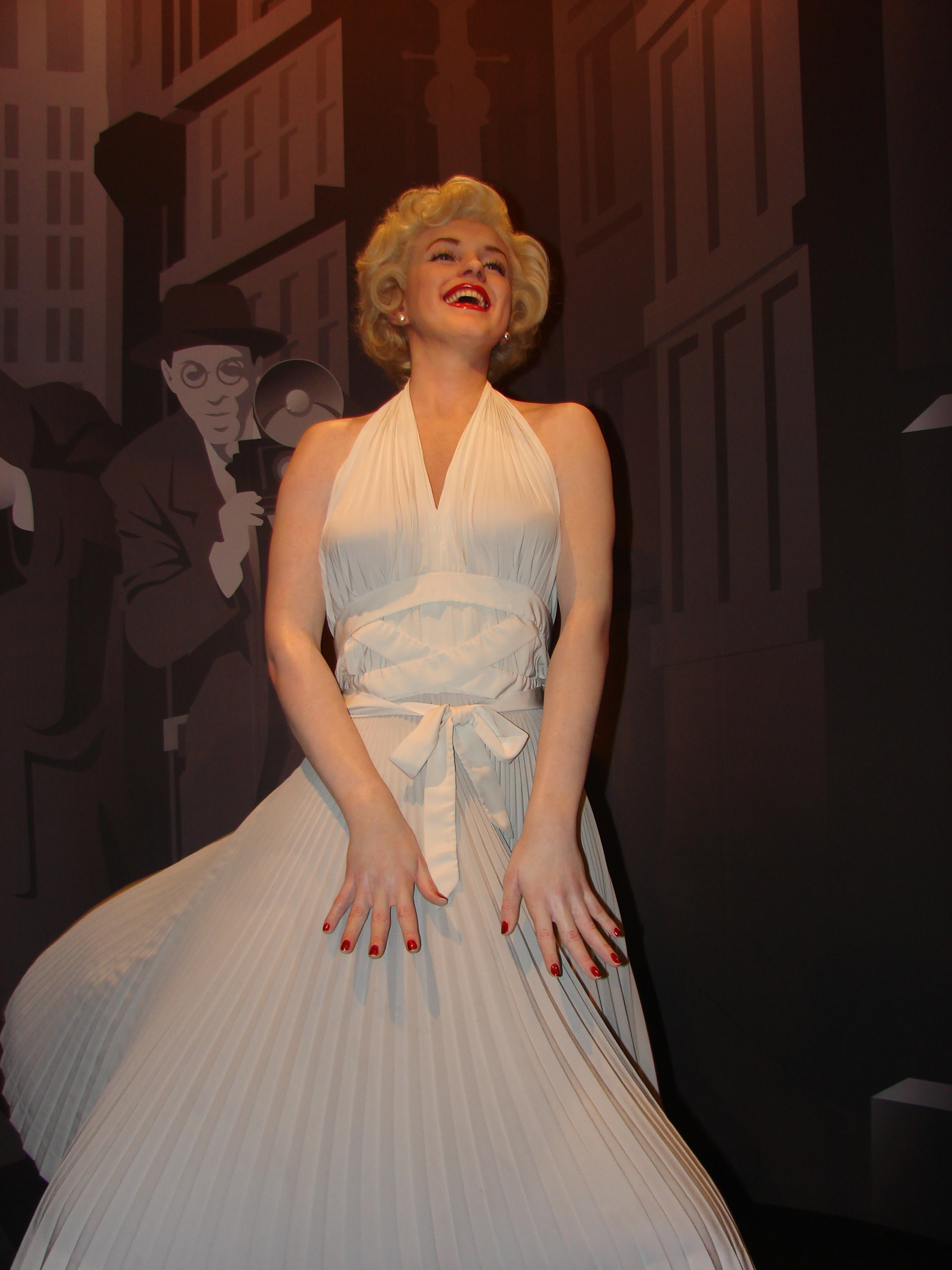
Мерилін Монро
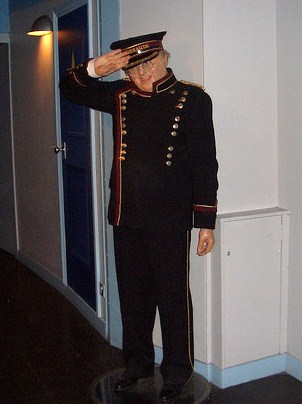
Бенні Гілл
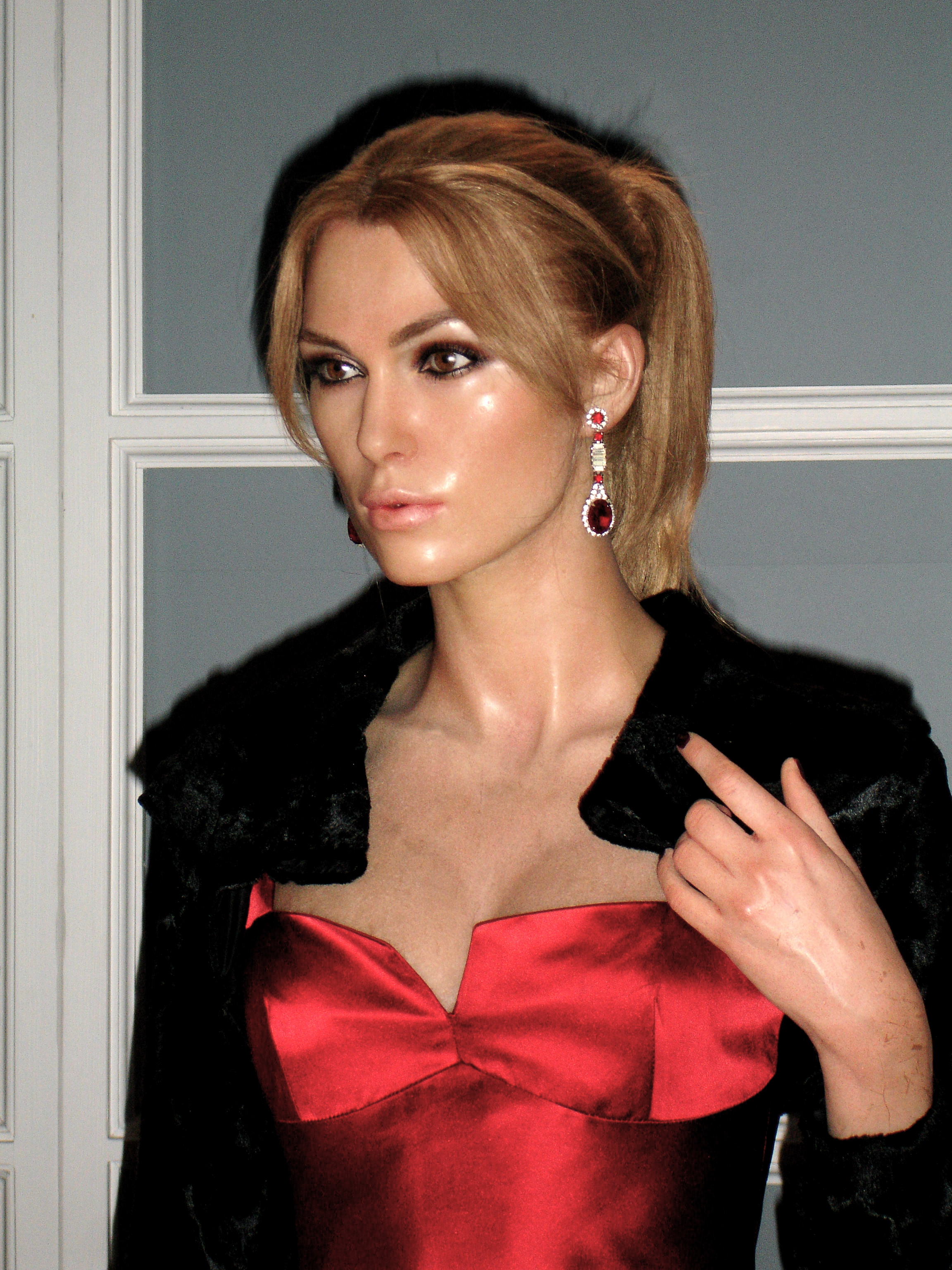
Кіра Найтлі
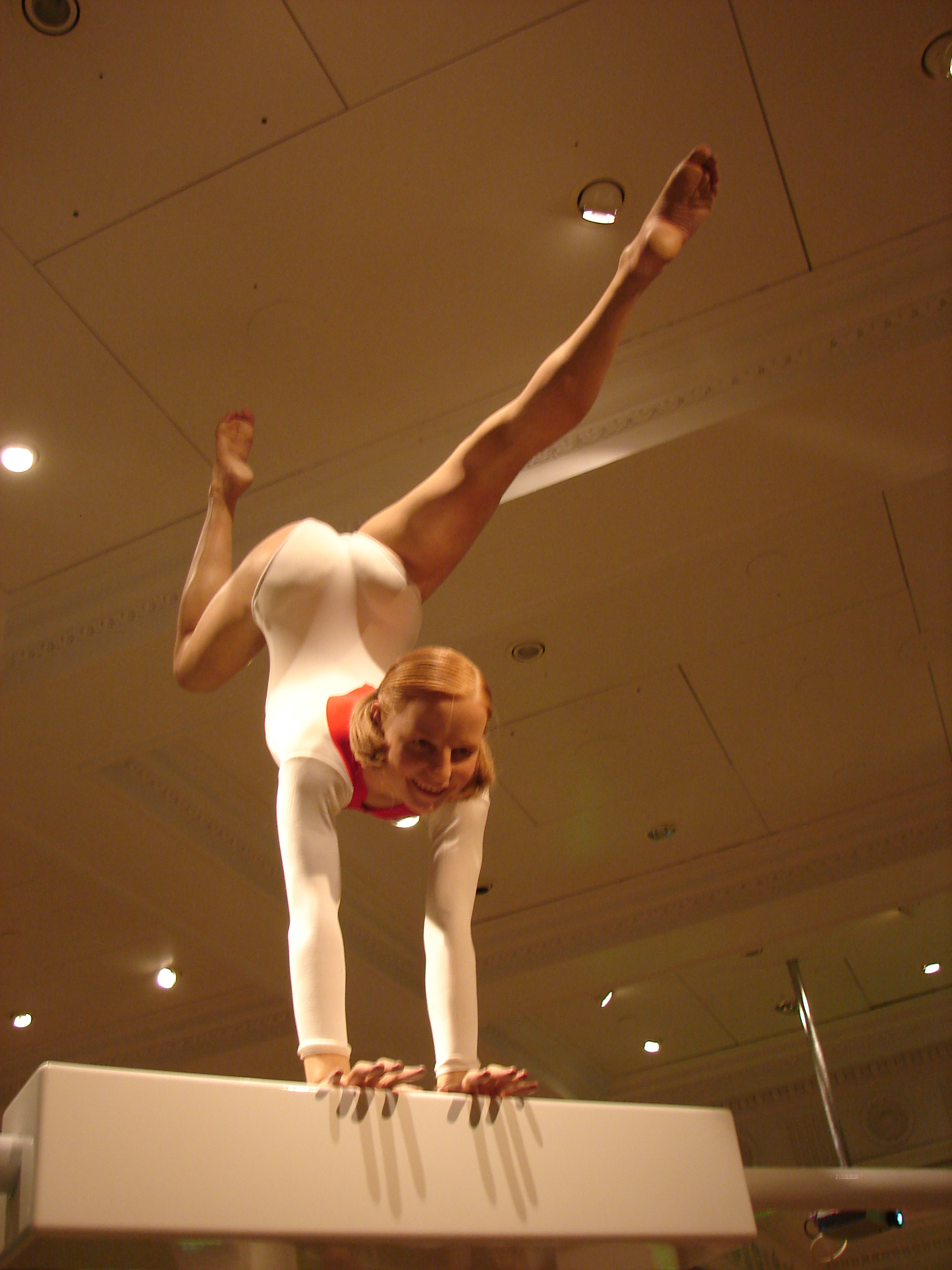
Ольга Корбут
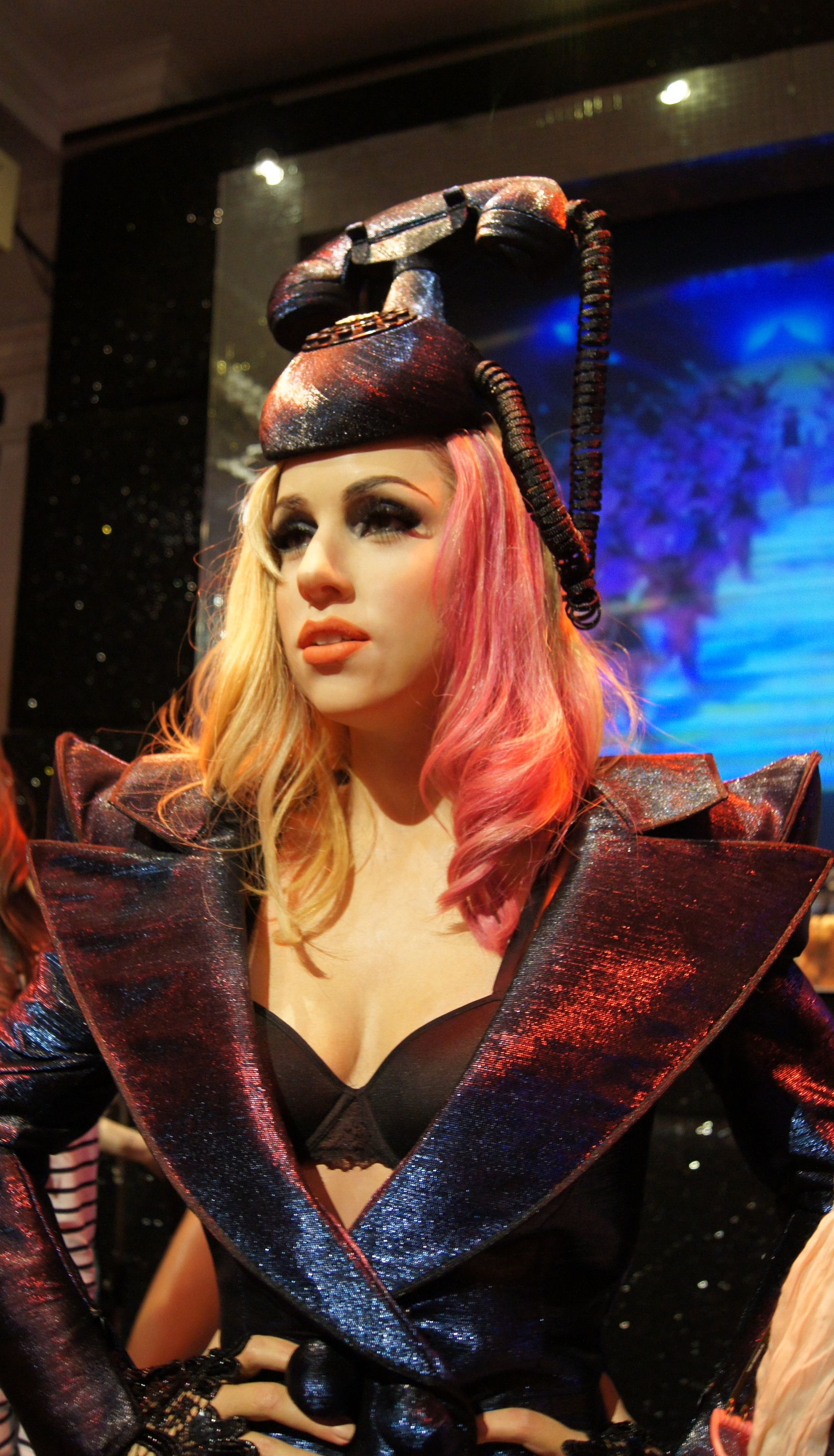
Леді Гага
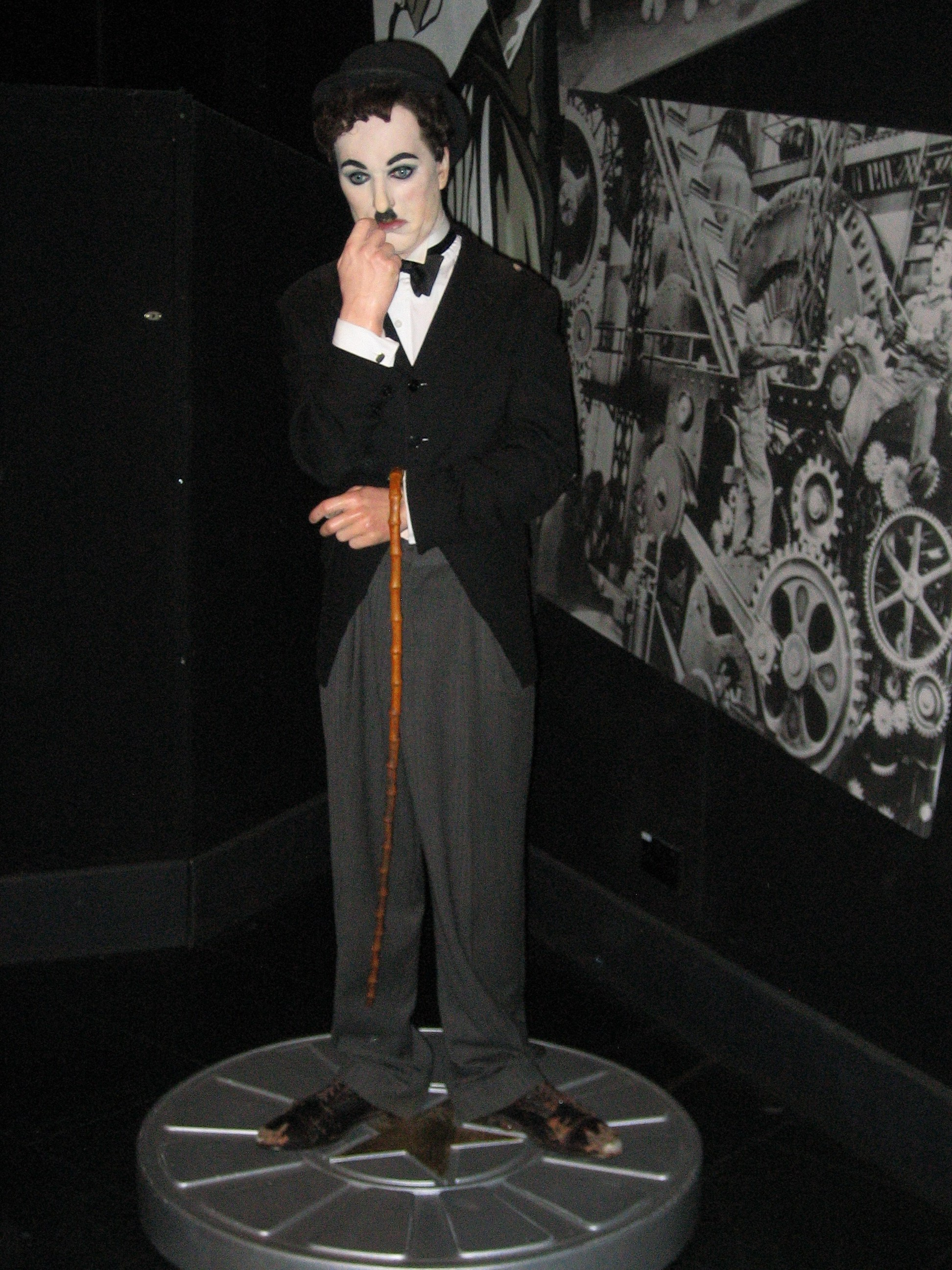
Чарлі Чаплін
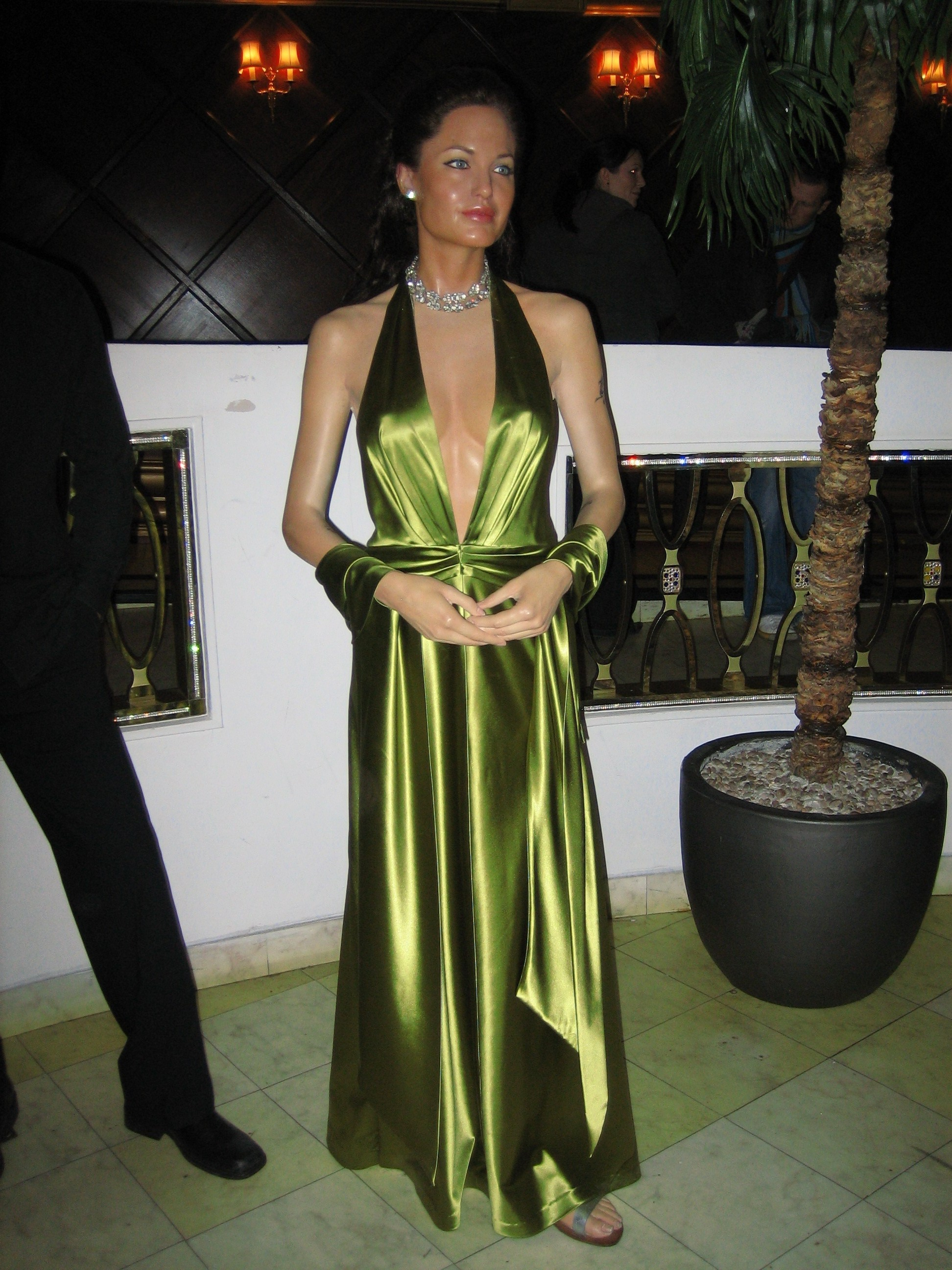
Анджеліна Джолі
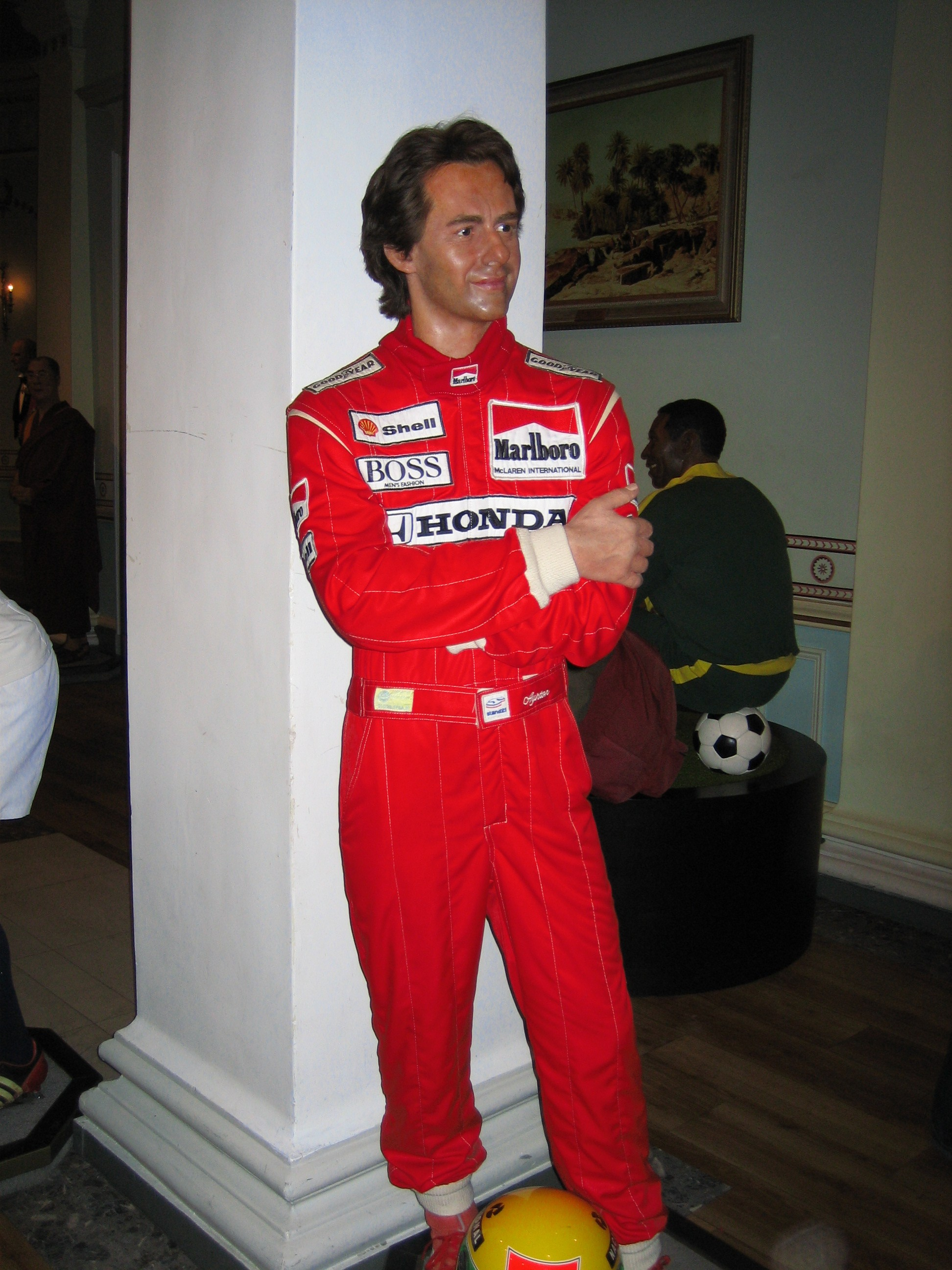
Айртон Сенна
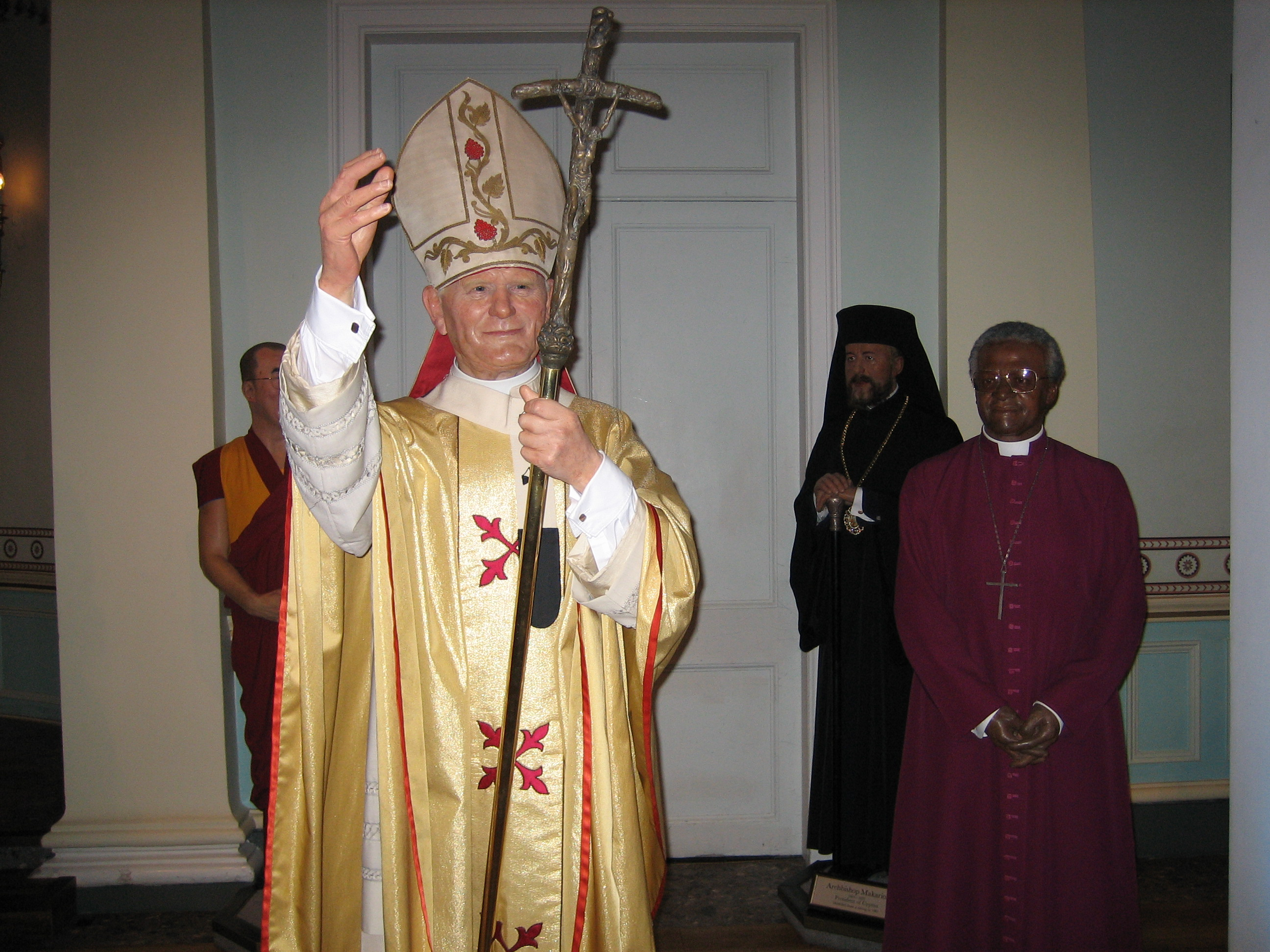
Іван-Павло II
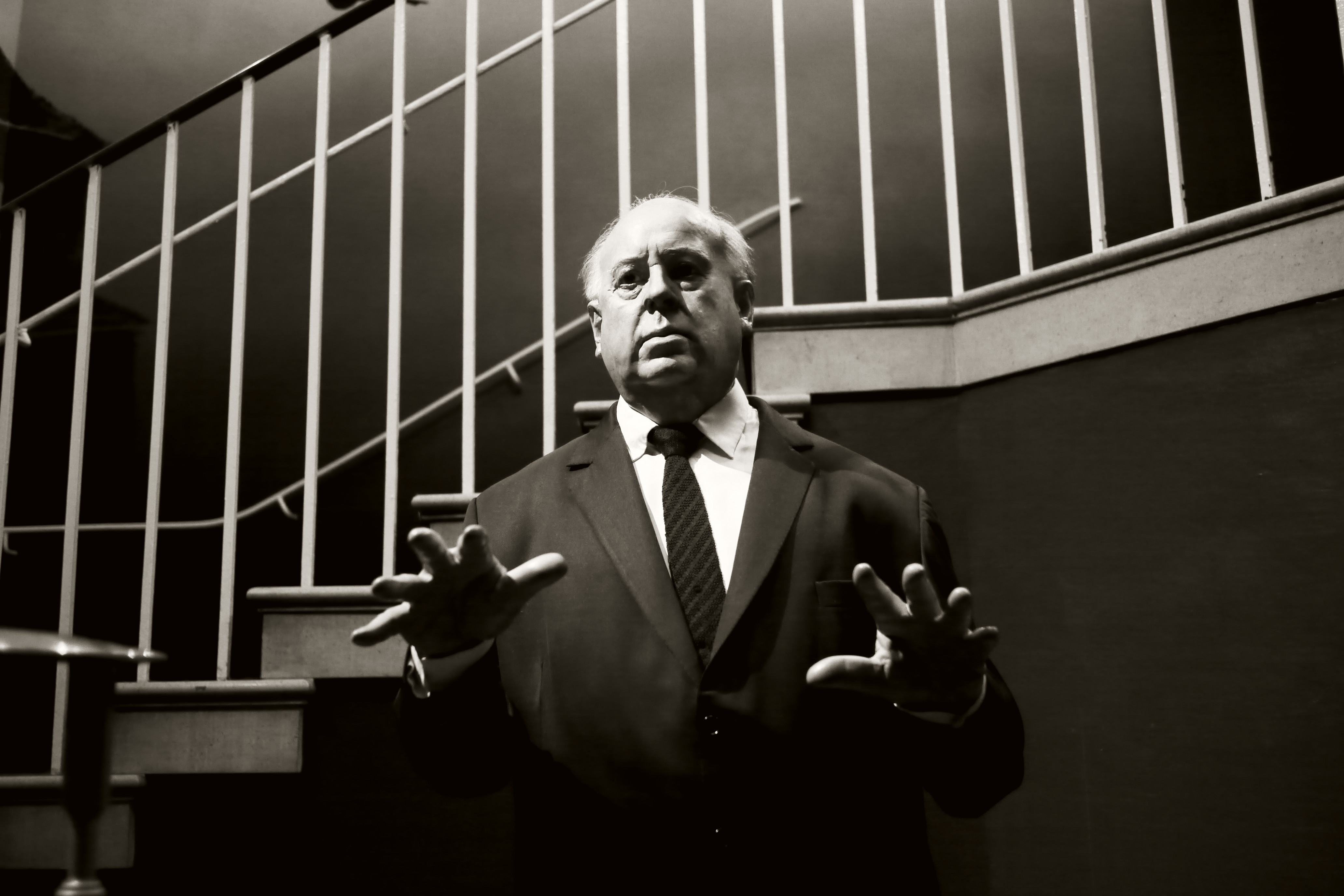
Альфред Хічкок
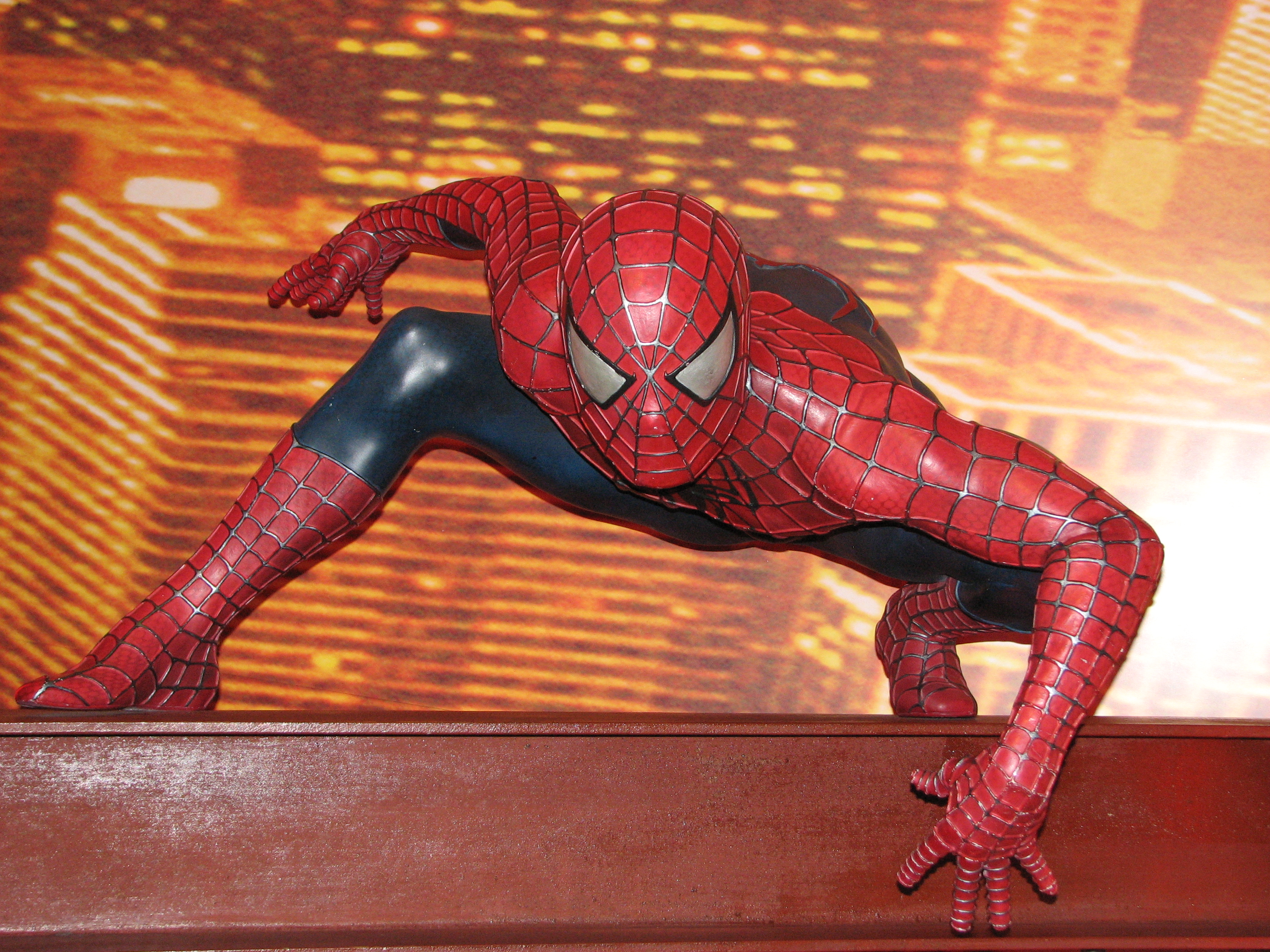
Людина-павук
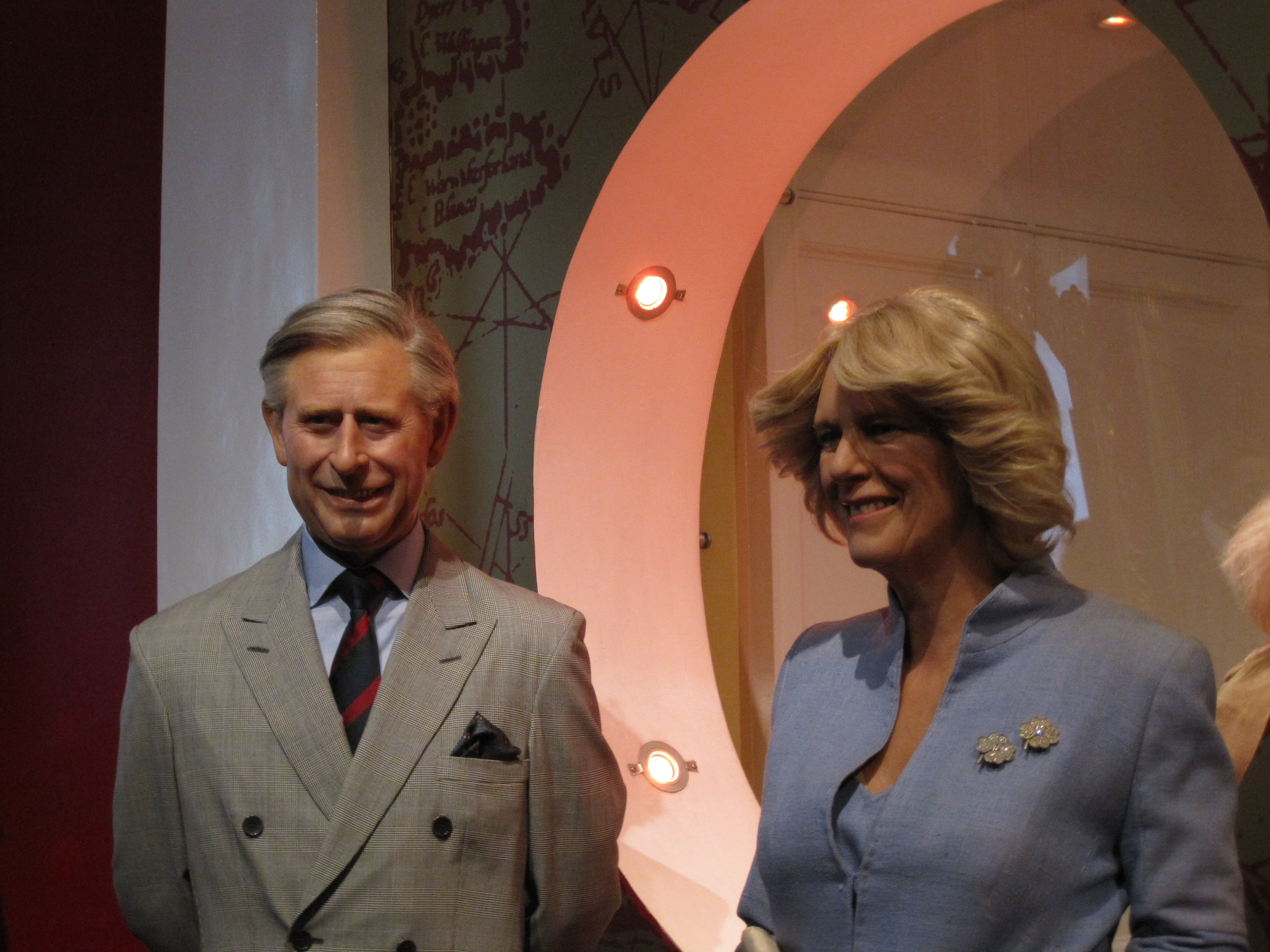
Чарльз та Каміла
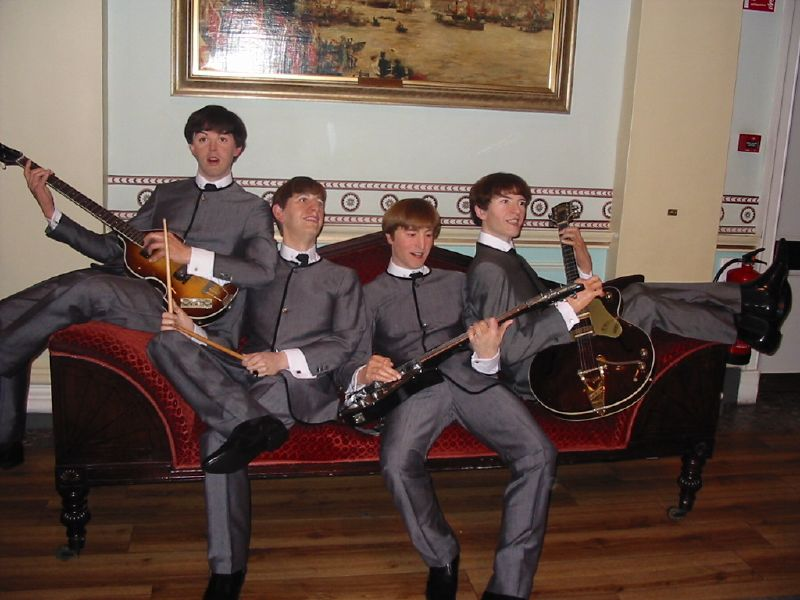
The Beatles
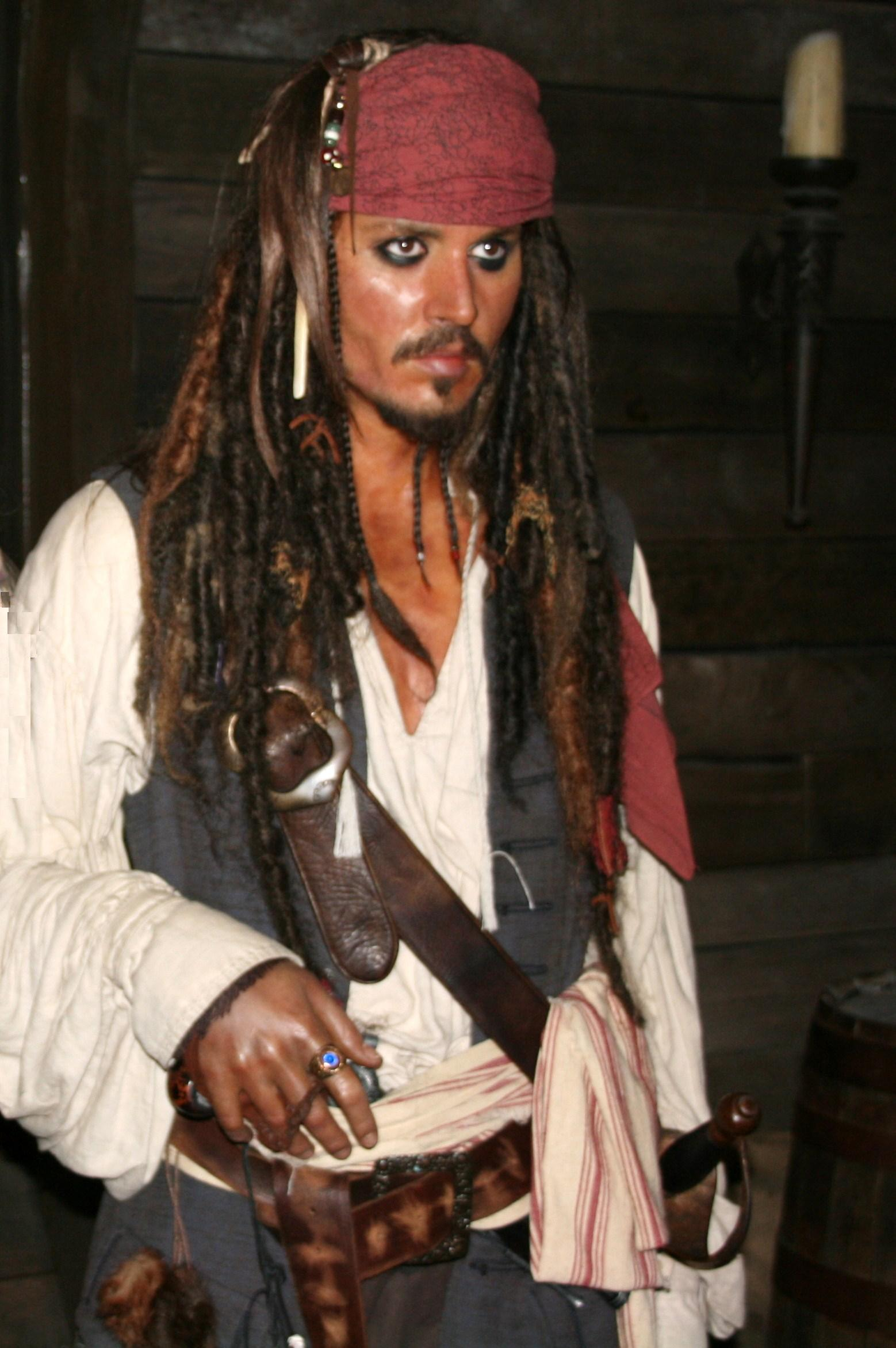
Джонні Депп (Джек Горобець)
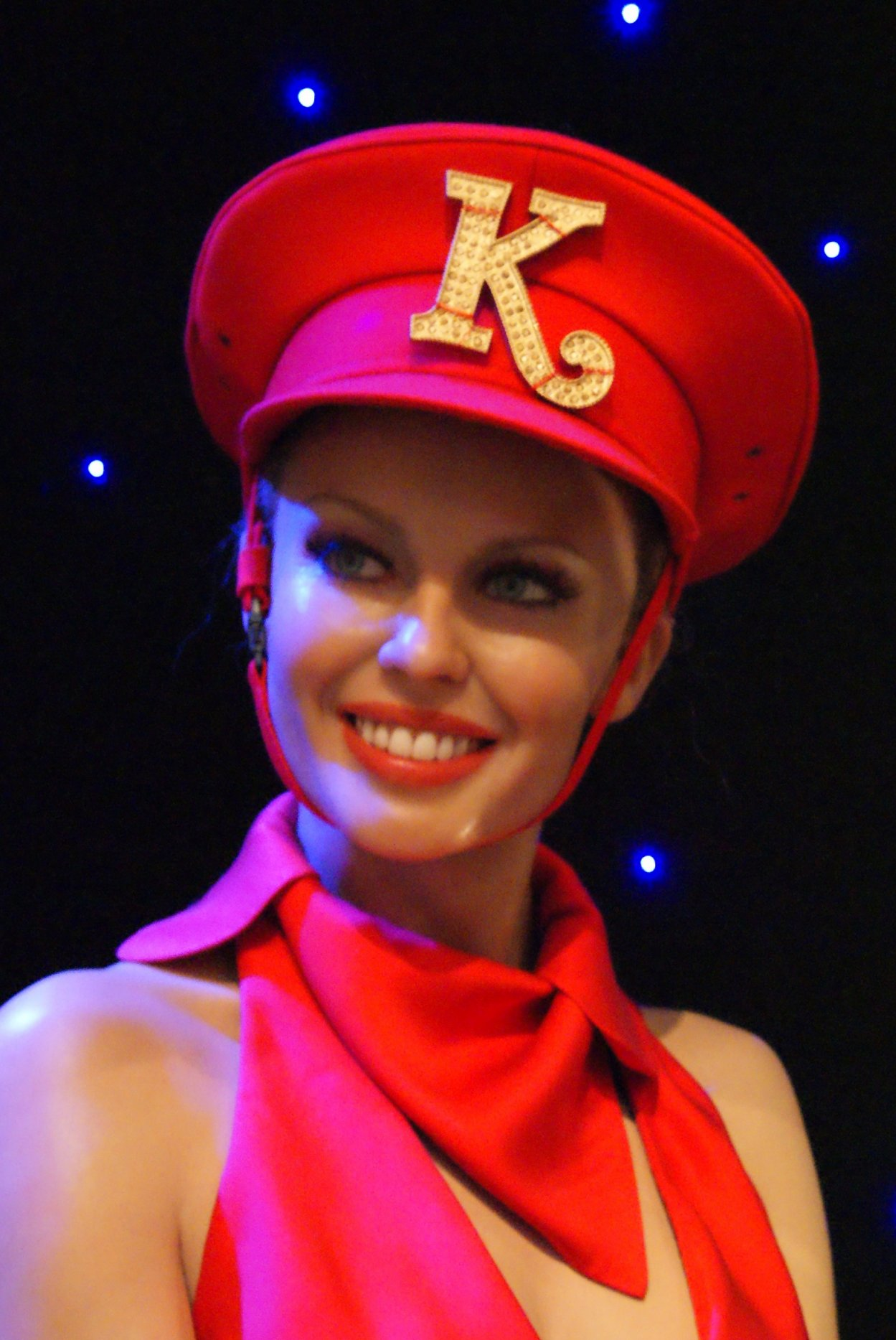
Кайлі Міноуг